# HMS Eskimo (1937)
HMS Eskimo – brytyjski niszczyciel z okresu II wojny światowej, typu Tribal, w służbie Royal Navy w latach 1938–1949. Nosił znaki taktyczne F75, G75. Podczas wojny służył w kampanii norweskiej, na Atlantyku, w Arktyce, na Morzu Śródziemnym, a w 1945 walczył przeciw Japonii na Oceanie Indyjskim.
Podczas służby otrzymał 10 wyróżnień bitewnych (battle honours): Narvik 1940, Norwegia 1940-41, Arktyka 1942, konwoje maltańskie 1942, północna Afryka 1942-43, Sycylia 1943, lądowanie w Normandii 1944, kanał La Manche 1944, Birma 1944-45, Indie Wschodnie 1945.

## Budowa
Okręt zamówiono 19 czerwca 1936 w ramach programu budowy na 1936 rok, w zakładach Parsons produkujących turbiny parowe, które budowę kadłuba zleciły stoczni Vickers. Stępkę pod jego budowę położono 5 sierpnia 1936 w stoczni Vickers-Armstrongs w Newcastle upon Tyne, wraz z bliźniaczym „Mashona”. Kadłub wodowano 3 września 1937 (również razem z „Mashona”), a okręt wszedł do służby w Royal Navy 30 grudnia 1938. „Eskimo” był pierwszym okrętem brytyjskim noszącym tę nazwę (pol. Eskimos).

## Służba

### Początek II wojny światowej
„Eskimo” po wejściu do służby wchodził w skład 12. Dywizjonu 6. Flotylli Niszczycieli Floty Metropolii (Home Fleet). Po wybuchu II wojny światowej głównie patrolował na Morzu Północnym i Atlantyku oraz działał z siłami głównymi floty. 17 października podczas pierwszego nalotu na bazę Scapa Flow zestrzelił samolot niemiecki, następnie asystował w osadzeniu na mieliźnie uszkodzonego starego pancernika – hulku HMS „Iron Duke”.
Od 7 grudnia do 5 marca 1940 był remontowany (usuwano defekty turbiny i przecieki).

### Kampania norweska 1940
Tuż przed niemieckim atakiem na Norwegię, 7 kwietnia 1940 „Eskimo” wyszedł w morze ze Scapa Flow w osłonie głównych sił Floty Metropolii adm. Forbesa (z okrętami liniowymi HMS „Rodney”, „Valiant” i „Repulse”), w bezskutecznym poszukiwaniu niemieckich okrętów. 8 kwietnia został wysłany z zespołem dla wsparcia niszczyciela HMS „Glowworm”, lecz ten w tym czasie już został zatopiony. 9 kwietnia rano okręty te zostały skierowane do patrolowania pod Vestfjordem (już po wysadzeniu w tym fiordzie desantu z niemieckich niszczycieli na Narwik). 11 kwietnia wysłany został z krążownikiem „Penelope” i niszczycielem „Kimberley” dla sprawdzenia informacji o desancie pod Bodø, po czym, po wejściu „Penelope” na skały, odholował go do Skjelfjordu na Lofotach na naprawę.

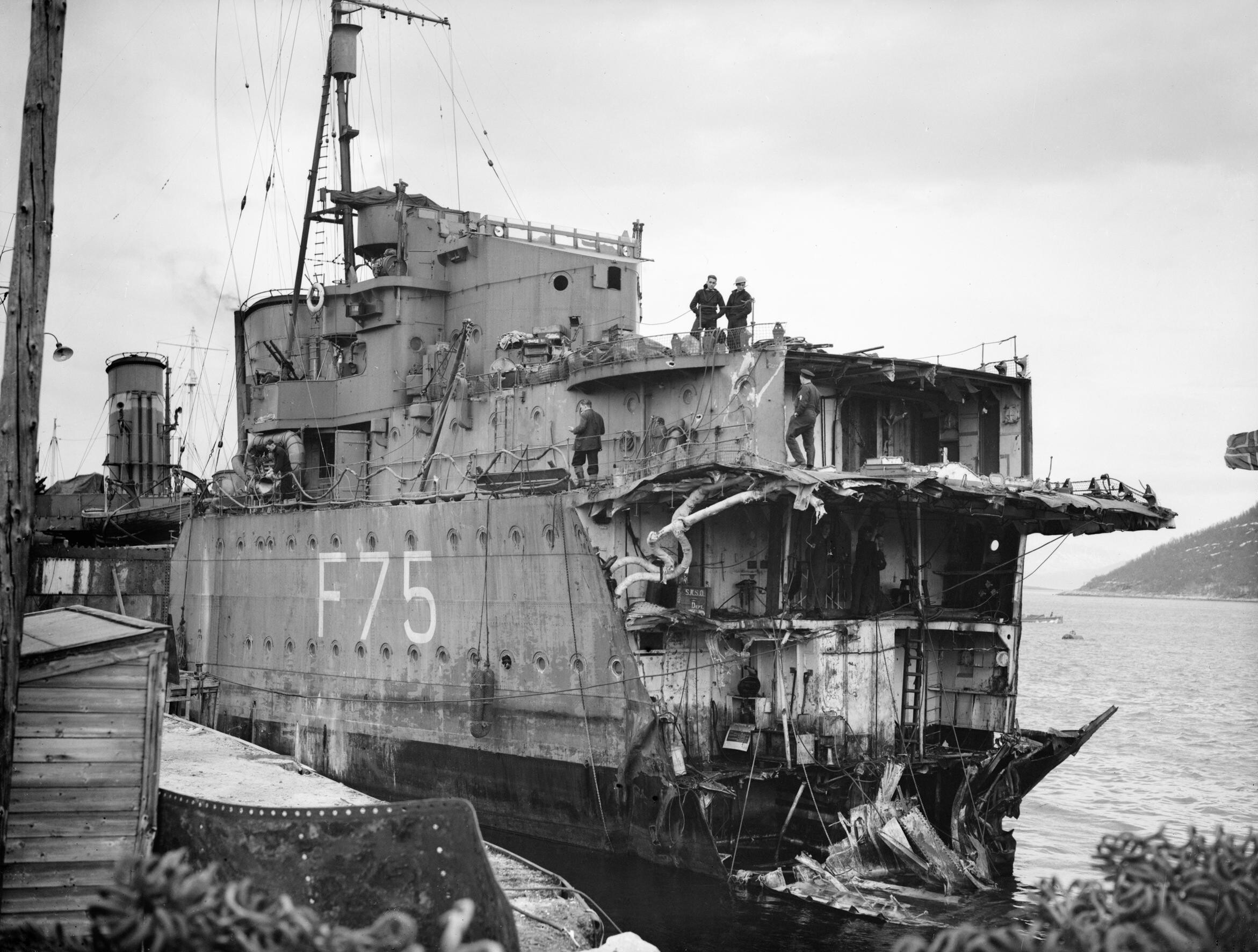
HMS „Eskimo” z urwanym dziobem i zdjętym stanowiskiem dział „B”, po bitwie pod Narwikiem

13 kwietnia „Eskimo” z 8 niszczycielami i pancernikiem HMS „Warspite” wziął aktywny udział w drugiej bitwie pod Narwikiem, zakończonej zatopieniem lub samozatopieniem 8 niemieckich niszczycieli. „Eskimo” storpedował niszczyciel „Hermann Künne” i walczył z niszczycielem „Hans Lüdemann”. Został jednak następnie sam storpedowany przez niszczyciel „Georg Thiele”. Torpeda urwała „Eskimo” część dziobową aż do nadbudówki, wraz z dziobowym stanowiskiem dział, lecz zachował on pływalność, po czym został odholowany przez HMS „Bedouin” do Skjelfjordu. Zginęło na skutek bitwy 18 ludzi.
Po prowizorycznych naprawach został odholowany 27 maja do Wielkiej Brytanii, po czym był remontowany w Barrow od czerwca do sierpnia 1940. Podczas remontu zastąpiono 2 działa 120 mm na rufowej pozycji X przez działa przeciwlotnicze 102 mm (podobnie, jak na innych okrętach tego typu). Zmieniono wówczas znak taktyczny z F75 na G75.

### Flota Metropolii, 1940-1942
Od września 1940 „Eskimo” w dalszym ciągu służył we Flocie Metropolii, patrolując i osłaniając okręty. 4 marca eskortował dwa transportowce wojska podczas rajdu komandosów na norweskie Lofoty (z niszczycielami HMS „Bedouin” i „Tartar” – Operacja Claymore). W kwietniu uczestniczył w bezskutecznych poszukiwaniach niemieckich pancerników „Scharnhorst” i „Gneisenau” na Atlantyku.
7 maja wraz z innymi okrętami (krążowniki lekkie „Edinburgh”, „Birmingham”, „Manchester”, niszczyciele „Bedouin”, „Somali”, „Nestor”) wziął udział w operacji EB – przechwycenia niemieckiego statku rozpoznania pogodowego WBS-6 „München” w celu zdobycia tablic kodowych do maszyny szyfrującej Enigma.
22 maja wyruszył w eskorcie transportowca wojska „Britannic” do Halifaxu w Kanadzie, wraz z pancernikiem HMS „Rodney” i niszczycielami „Somali”, „Tartar” i „Mashona”. Jako jedyny eskortował statek po odłączeniu się pozostałych okrętów 24 maja w celu poszukiwania pancernika „Bismarck”. W czerwcu powrócił do Scapa Flow. Od 8 lipca do 12 września był remontowany w Millwall (otrzymał wówczas radar Type 286M). Następnie, kontynuował służbę we Flocie Metropolii, głównie patrolując i eskortując konwoje na północno-zachodnich podejściach do Wysp Brytyjskich (NW Approaches).
Od 22 grudnia 1941 w składzie zespołu „Z” kadm. L. Hamiltona wziął udział w kolejnym rajdzie komandosów na Lofoty (Operacja Anklet), wraz z innymi okrętami brytyjskimi oraz polskimi. Patrolował też wówczas u wybrzeży Norwegii. Zespół powrócił następnie do Scapa Flow.

### Konwoje arktyczne i maltańskie, 1942
Na początku marca 1942 „Eskimo” brał udział w silnym zespole osłaniającym konwój arktyczny do ZSRR PQ-12 oraz powrotny QP-8 (m.in. z pancernikami HMS „King George V”, „Duke of York” i krążownikiem liniowym HMS „Renown” i lotniskowcem HMS „Victorious”). 9 marca osłaniał lotniskowiec „Victorious” podczas nieudanych ataków lotnictwa na pancernik „Tirpitz”, a 11 marca z innymi niszczycielami poszukiwał bezskutecznie „Tirpitza” pod Bodø. 31 marca z innymi niszczycielami osłaniał próbę przerwania się statków norweskich ze szwedzkiego Göteborgu (operacja Performance – powiodło się to tylko dwóm z 10 statków, 6 zatopili Niemcy).
Od 10 kwietnia ponownie brał udział w zespole sił głównych osłaniających konwój PQ-14 i powrotny QP-10. Między 9 maja a 12 lipca był remontowany, dodano wówczas m.in. radar artyleryjski Type 285 i działka 20 mm Oerlikon.
Od początku sierpnia 1942 „Eskimo” został skierowany na Morze Śródziemne, w celu osłony dużej operacji dowozu zaopatrzenia dla Malty Pedestal. Brał udział w intensywnych walkach w obronie konwoju z lotnictwem niemieckim i włoskim 10–11 sierpnia. Początkowo wchodził w skład sił głównych osłony (zespół Z), które wieczorem 11 sierpnia odłączyły się od konwoju, lecz w nocy tego dnia został odesłany do zespołu X, bezpośrednio eskortującego konwój. Odłączony od niego 12 sierpnia w celu ratowania rozbitków, wraz z HMS „Somali” uratował 13 sierpnia 141 rozbitków z krążownika HMS „Manchester” i części statków. 15 sierpnia powrócił do Gibraltaru. 16 sierpnia ponownie wypłynął z 11 niszczycielami i krążownikiem „Charybdis”, osłaniając lotniskowiec HMS „Furious” dostarczający 29 myśliwców lotem na Maltę (operacja Baritone). Powrócił do Gibraltaru, a 28 sierpnia na wody metropolii, do Scapa Flow.

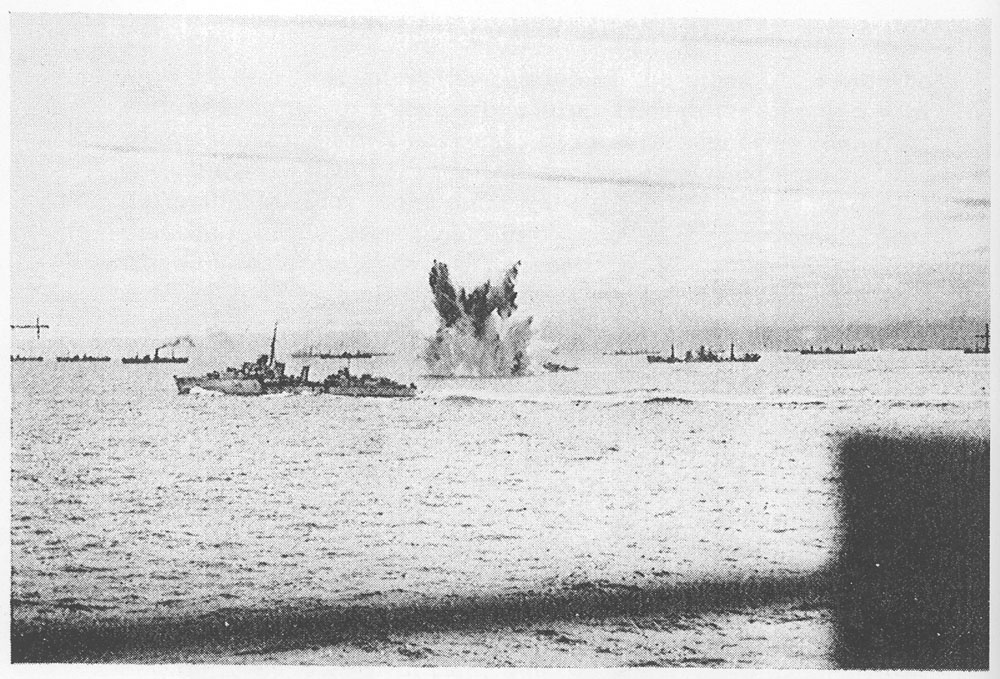
Konwój PQ-18 pod atakiem lotnictwa – HMS „Eskimo” na pierwszym planie

Od 9 września „Eskimo” eskortował konwój arktyczny PQ-18 (z krążownikiem HMS „Scylla” i 15 niszczycielami), następnie od 17 września powrotny konwój QP-14. Od 21 września eskortował holowanie bliźniaczego niszczyciela HMS „Somali” uszkodzonego przez torpedę z U-703, po czym, po jego zatonięciu, uratował 50 rozbitków. Powrócił następnie do Wielkiej Brytanii.

### Morze Śródziemne 1942-1943
5 listopada 1942 „Eskimo” został przeniesiony na Morze Śródziemne, do Gibraltaru, w skład Zespołu H. 8 listopada osłaniał lądowanie w Afryce Północnej (operacja Torch). 1–2 grudnia eskortował uszkodzony stawiacz min HMS „Manxman”. Od 2 grudnia wchodził w skład Zespołu Q bazującego w Bon (m.in. z niszczycielem HMS „Tartar”), w celu zwalczania konwojów z zaopatrzeniem do Afryki. Po akcji przeciw konwojowi 14 grudnia okręty zespołu były atakowane przez lotnictwo i okręty podwodne, po czym „Eskimo” eskortował storpedowany krążownik HMS „Argonaut” do Algieru (z niszczycielem HMS „Quality”). Od 13 stycznia do 7 lutego 1943 był naprawiany w Mers el-Kebir po pożarze w kotłowni, po czym powrócił do działań w składzie Zespołu Q. W maju 1943 uczestniczył w blokadzie wybrzeża Tunezji, skąd ewakuowały się siły Osi. 20 czerwca eskortował krążownik HMS „Aurora” wiozący króla Jerzego VI na Maltę
Od 10 lipca „Eskimo” wspierał desant na Sycylii (operacja Husky), ostrzeliwując cele lądowe. 11 lipca usiłował wejść do portu Marsala (z niszczycielem HMS „Exmoor” i greckim „Kanaris”), lecz okazało się to niemożliwe z powodu ognia z brzegu. 12 lipca, z kontradmirałem T. Troubridgem na pokładzie, został uszkodzony w rufę bombą lotniczą, która spowodowała pożar (19 zabitych, 22 rannych). Został odholowany na Maltę przez HMS „Tartar”, a następnie po naprawach, do Wielkiej Brytanii na remont, trwający od 9 września 1943 do marca 1944.

### Europa zachodnia, 1944
Po remoncie przydzielony został do 10. Flotylli Niszczycieli w Plymouth i wszedł w skład jej 20. Dywizjonu (wraz z niszczycielem HMS „Javelin” i polskimi OORP „Błyskawica” i „Piorun”). Działał na kanale La Manche, a następnie w czerwcu 1944 brał udział w osłonie lądowania w Normandii. 9 czerwca 1944 wziął udział z flotyllą w bitwie koło wyspy Ushant (Ouessant) z niemieckimi niszczycielami, aczkolwiek wraz ze swoim dywizjonem, prowadzonym przez „Błyskawicę”, nie wziął aktywnego udziału w zatopieniu niemieckich okrętów, oddając jedynie niecelną salwę torpedową do niszczyciela Z 32. 24 czerwca wraz z HMCS „Haida” uszkodził bombami głębinowymi i zmusił do samozatopienia wykryty wcześniej przez samolot z czechosłowackiego 311 Dywizjonu okręt podwodny U-971. W nocy na 28 czerwca wraz z HMCS „Huron” walczył z niemieckimi uzbrojonymi trawlerami: pomocniczym trałowcem M 4611 (ex „Etienne Rimbert”, 197 BRT) i patrolowcami V 203 (ex „Carl Röver”, 390 BRT) i V 213 (ex „Claus Bolten”, 282 BRT) koło wyspy Jersey, na skutek czego zatopiono M 4611 i V 213. „Eskimo” został przy tym lekko uszkodzony dwoma pociskami V 213 kalibru 88 mm i 37 mm, które na pewien czas pozbawiły niszczyciel sterowności, przebijając przewody parowe.
Podczas kolejnego patrolu w rejonie wyspy Ushant, 2 lipca 1944 „Eskimo” został uszkodzony w kolizji z HMS „Javelin”, tracąc część dziobu, po czym do listopada przebywał w remoncie.

### Ocean Indyjski, 1945
W styczniu 1945 „Eskimo” został przydzielony do Floty Wschodniej, po czym 7 lutego dotarł przez Morze Śródziemne i Ocean Indyjski do bazy Trincomalee na Cejlonie. 18 lutego wspierał ogniem desant pod Letpan w Birmie (operacja Turret). 27 marca ostrzeliwał raz z HMS „Roebuck” Pagoda Point w Birmie, a 28 marca brał udział w dywersyjnym rajdzie na Gwa w Birmie. Pod koniec kwietnia 1945 wspierał desant w Rangunie (operacja Dracula). Działał następnie w maju w dalszym ciągu w tym rejonie. 5 czerwca w składzie Zespołu 65 poszukiwał japońskiej żeglugi między Nikobarami a Sabangiem (operacja Irregular). W ramach tego, 12 czerwca brał udział w zatopieniu statku „Kuroshiyo Maru No.2” i ścigacza okrętów podwodnych Nr 57 koło Sumatry. 15 czerwca powrócił do Trincomalee.
Od 2 lipca eskortował wraz z HMS „Roebuck” i „Vigilant” lotniskowce eskortowe HMS „Ameer” i „Emperor” (Zespół 61), osłaniające rozminowywanie podejść do Cieśniny Malakka (operacja Collie). 7 lipca bombardował Nancowry z okrętami Zespołu 61, po czym 13 lipca powrócił do Trincomalee. Został następnie wycofany na remont do Durbanu, trwający od 10 sierpnia do października 1945.
Po zakończeniu wojny, 8 listopada 1945 „Eskimo” powrócił do Wielkiej Brytanii, po czym został wycofany ze służby w Chatham. W lutym 1946 został przesunięty do rezerwy i służył jako hulk dla załóg trałowców w Queenborough. W listopadzie 1947 odstawiono go w Harwich, a ostatecznie skreślono z listy floty i sprzedano na złom do West of Scotland Shipbreakers w Troon, gdzie przybył 27 czerwca 1949, jako najdłużej istniejący z brytyjskich niszczycieli typu Tribal.

## Dane
Szczegółowy opis i dane techniczne w artykule niszczyciele typu Tribal (1936)

### Uzbrojenie
1939-1940:
- 8 dział kalibru 120 mm (4.7 in) QF Mk XII na podwójnych podstawach CP Mk XIX, osłoniętych maskami (4xII)
  - długość lufy: L/45 (45 kalibrów), donośność maksymalna 15 520 m, kąt podniesienia +40°, masa pocisku 22,7 kg, zapas amunicji 300 pocisków na działo (w tym 50 oświetlających)
- 4 automatyczne działka przeciwlotnicze 40 mm Vickers Mk VIII pom-pom, poczwórnie sprzężone na podstawie Mk VII (1xIV)
  - długość lufy: L/39, donośność skuteczna w poziomie 3475 m, w pionie 1555 m, kąt podniesienia +80°, masa pocisku 0,907 kg,
- 8 wkm plot Vickers 12,7 mm, poczwórnie sprzężone (2xIV)
- 4 wyrzutnie torpedowe 533 mm QR Mk IX (1xIV) (4 torpedy Mk IX)
- 1 zrzutnia (na 3 bomby) i 2 miotacze bomb głębinowych (20 bomb głębinowych)

od sierpnia 1940
- 6 dział 120 mm (4.7 in) QF Mk XII na podwójnych podstawach CP Mk XIX, osłoniętych maskami (3xII)
- 2 działa uniwersalne 102 mm Mk XVI na podwójnej podstawie Mk XIX, osłonięte maską (1xII)
  - długość lufy: L/45, donośność maksymalna 18 150 m, w pionie 11 890 m, kąt podniesienia +80°, masa pocisku 15,88 kg
- 4 automatyczne działka plot 40 mm Vickers Mk VIII pom-pom, poczwórnie sprzężone na podstawie Mk VII (1xIV)
- 2-10 automatycznych działek plot 20 mm Oerlikon (2-6xI, od września 1943: 5xII) (dodawane na okrętach typu Tribal sukcesywnie od ok. połowy 1941)*
- 8 wkm plot 12,7 mm Vickers (2xIV)*
- 4 wyrzutnie torpedowe 533 mm QR Mk IX (1xIV) (4 torpedy Mk IX)
- 1 zrzutnia (na 3 bomby) i 2 miotacze bomb głębinowych (20-30 bomb głębinowych)

* – brak szczegółowych danych w dostępnych publikacjach, kiedy i ile "Eskimo" otrzymał działek 20 mm oraz kiedy zdemontowano wkm-y 12,7 mm.

### Wyposażenie
- hydrolokator aktywny
- system kierowania ogniem artylerii: główny dalmierz i punkt kierowania ogniem Mk I, 3,6-metrowy dalmierz i punkt kierowania ogniem przeciwlotniczym Mk II (na nadbudówce dziobowej)
- radar dozoru powietrznego Typ 286M (od września 1941)[1]
- radar artyleryjski Typ 285 (od lipca 1942)[1]
- radar wykrywania nawodnego Typ 271(?) (od lipca 1942?)[1]
- namiernik radiowy HF/DF (od lipca 1942)[1]
- brak informacji w dostępnych publikacjach, czy "Eskimo" otrzymał następnie nowsze radary